# Follow the Money
Follow the Money (danska Bedrag, även kallad Bedrägeriet i Finland och Sverige) är en dansk kriminalthrillerserie i tre säsonger (Bedrag I, Bedrag II och Bedrag III) som handlar om ekonomisk kriminalitet. Den första säsongen sändes i dansk tv från januari 2016 i 10 avsnitt, och andra säsongen startade redan i september 2016. Den tredje säsongen sändes under 2019.
Serien har dialog på danska, engelska och svenska. Första säsongen  handlar om förnybar energi-branschen och dess maktspel.

## Rollista
- Thomas Bo Larsen som Mads Justesen
- Thomas Hwan som Alf Rybjerg
- Natalie Madueño som Claudia Moreno
- Nikolaj Lie Kaas som Alexander "Sander" Sødergren (första säsongen)
- Esben Smed som Nicky
- Lucas Hansen som Bimse
- Julie Grundtvig Wester som Lina
- Anders Heinrichsen som Jens Kristian
- Claes Ljungmark som P ("svensken") (säsong 1 och 2)
- David Dencik som Simon (andra säsongen)
- Sonja Richter som Amanda (andra säsongen)